# Synosis dilatata
Synosis dilatata är en stekelart som beskrevs av Valentina I. Tolkanitz 1984. Synosis dilatata ingår i släktet Synosis och familjen brokparasitsteklar. Inga underarter finns listade i Catalogue of Life.